# Entité provisoire d'Ossétie du Sud
L'Entité provisoire d'Ossétie du Sud (en ossète : Хуccap Иpыcтoны администраци; en géorgien : სამხრეთ ოსეთის ადმინისტრაცია) est une administration représentant l'opposition pro-géorgienne au président indépendantiste sud-ossète Edouard Kokoïty. L'entité lutte pour l'instauration d'une république autonome d'Ossétie du Sud au sein de la Géorgie et a ainsi été créée à la suite de l'élection présidentielle en avril 2007 dans les territoires alors contrôlés par Tbilissi. Toutefois, ni les pays soutenant l'intégrité territoriale de la Géorgie ni le gouvernement géorgien ne reconnaît officiellement l'administration. Son président est Dimitri Sanakoïev, ancien Premier ministre séparatiste de l'Ossétie du Sud, et son Premier ministre est l'ancien militant sécessionniste Ouzourmag Karkousov.
La Géorgie, l'ONU et la plupart de ses États membres ne reconnaissent pas cette indépendance et considèrent l'Ossétie du Sud comme une région autonome au sein des provinces de Kartlie intérieure, de la Iméréthie, de Mtskheta-Mtianeti  et de Ratcha-Letchkhoumie et Basse Svanétie, situées dans les frontières internationalement reconnues de la Géorgie.

## Histoire
L'Ossétie du Sud fut pour la première fois créée le 20 avril 1922 sous le nom d'oblast autonome d'Ossétie du Sud, au sein de la république socialiste soviétique de Géorgie, lors des réformes administratives de l'Union soviétique menées par Joseph Staline (lui-même géorgien d'origine). Cette création fut probablement opérée à la suite des conflits ethniques meurtriers qui avaient habité la région durant les années 1920. L'oblast garda dès lors le même statut jusqu'au 10 décembre 1990 quand le Conseil suprême de la république de Géorgie (entité qui avait succédé à la RSS de Géorgie lors de l'arrivée au pouvoir de Zviad Gamsakhourdia) décida de supprimer cette semi-indépendance dont les Ossètes jouissaient jusque-là. En réponse à cet acte, les nationalistes locaux décidèrent de se révolter contre les autorités de Tbilissi et des accrochages militaires aux frontières de la Géorgie et de la de facto Ossétie du Sud eurent lieu durant encore deux ans.
Le 9 avril 1991, le Parlement géorgien déclara l'indépendance de la république de Géorgie et élit à sa tête le nationaliste Zviad Gamsakhourdia, qui avait déjà supprimé l'autonomie de l'Ossétie du Sud. Ce choix fit continuer le conflit osséto-géorgien et le chaos régional fit augmenter l'opposition à l'administration Gamsakhourdia. En septembre, la situation géorgienne dégénéra quand une partie des opposants se retrouvèrent armés grâce au changement de camps du commandant de la Garde nationale Tenguiz Kitovani. Une guerre civile débuta et au même moment, les séparatistes sud-ossètes prirent Tskhinvali. Le 28 novembre 1991, ils déclarèrent l'indépendance de la république démocratique d'Ossétie du Sud. La guerre civile s'étendit sur la région et la Russie décida de soutenir logistiquement les sécessionnistes. Après la prise du pouvoir par un conseil militaire à Tbilissi du 6 janvier 1992, un lent processus de paix fut engagé mais les morts continuaient à se multiplier des deux côtés. Le 24 juin de la même année, finalement, un accord fut signé entre Moscou et Tbilissi à Sotchi. Accord qui créa une « commission pour la paix » composée de troupes russes, ossètes et géorgiennes. L'Ossétie du Sud fut alors divisée en régions contrôlées par les séparatistes et régions restées loyales à la Géorgie.
La situation resta irrésolue jusqu'en 2003, quand le président Edouard Chevardnadze de Géorgie fut renversé lors de la révolution pacifique menée par l'opposant Mikheil Saakachvili. Celui-ci se détourna de la politique anti-capitaliste de son prédécesseur et s'aligna sur les pays occidentaux et, plus précisément, sur les États-Unis. Cela augmenta les tensions dans la région séparatiste d'Ossétie du Sud et les affrontements militaires aux frontières se multiplièrent. Le 12 novembre 2006, une nouvelle élection présidentielle fut organisée chez les indépendantistes et Edouard Kokoïty fut réélu à la présidence avec 98,1 % des voix, contre seulement 0,9 % pour son plus proche opposant, Léonid Tibilov. Cette élection fut largement critiquée internationalement malgré les nombreux observateurs européens présents ce jour-là en Ossétie du Sud. Alors, à la suite des critiques, une élection alternative fut organisée le lendemain dans les territoires encore contrôlées par Tbilissi.
Celle-ci fut remportée cette fois-ci par l'opposant Dimitri Sanakoïev, ancien Premier ministre séparatiste de la région. Il se considéra à son tour comme l'unique chef d'État légitime de l'Ossétie du Sud et lutta pour la réintégration de l'Ossétie du Sud dans la Géorgie. En décembre 2006, il forma son gouvernement composé de Géorgiens locaux et d'Ossètes et fut reconnu par Tbilissi comme chef d'une administration provisoire. Mais le 13 avril 2007, les autorités centrales de Géorgie décidèrent de donner un statut plus officiel à l'administration et créèrent « l'Entité provisoire d'Ossétie du Sud ». Le 10 mai, Dimitri Sanakoïev fut nommé chef de l'Entité et se rendit à Tbilissi où il prononça un discours (le premier depuis la chute de l'Union soviétique) devant le Parlement géorgien et plusieurs observateurs européens. Le 27 juin 2007, le gouvernement géorgien proposa finalement de créer une République autonome d'Ossétie du Sud au sein de la Géorgie avec à sa tête Sanakoïev, qui salua le projet. Une commission pour régler le statut de la province sécessionniste fut alors créée et dirigée le Premier ministre Zourab Noghaïdeli le 13 juillet.
Toutefois, tout changea le 8 août 2008, quand la guerre débuta entre les séparatistes et la Géorgie, à la suite du bombardement de Tskhinvali par les forces aériennes géorgiennes. En quelques jours, Tbilissi réussit à reprendre la presque totalité de l'Ossétie du Sud mais bientôt, l'armée russe attervint une fois de plus et dérouta l'armée géorgienne, avant d'occuper une grande partie du territoire géorgien. Le 26 août, Moscou décida de reconnaître l'indépendance de l'Ossétie du Sud (en même temps que l'autre province séparatiste, l'Abkhazie) et le 5 septembre, le Nicaragua fit de même. Les sécessionnistes reprirent contrôle sur les territoires jusque-là loyaux à Tbilissi et l'administration de l'Entité provisoire dut s'exiler à Tbilissi.

## Gouvernement
Dimitri Sanakoïev est le chef de l'Administration provisoire depuis le 10 mai 2007. Il était jusque-là le chef du gouvernement alternatif d'Ossétie du Sud depuis novembre 2006, en opposition à Edouard Kokoïty et avait formé son gouvernement sous l'accord de Tbilissi en décembre de la même année. Depuis, il n'a pas changé. Le parti au pouvoir est l'Union du Salut pour les Ossètes, dirigé par le même Sanakoïev. Le gouvernement est donc composé de :
- Dimitri Sanakoïev, Président de l'Administration
- Ouzourmag Karkousov, Premier ministre
- Djemal Karkousov, Ministre de l'Intérieur
- Maïa Tchigoïeva-Tsabochvili, Ministre des Affaires étrangères
- Téimouraz Djeparov, Ministre de l'Économie
- Constantin Kevlachvili, Ministre de l'Agriculture
- Avtandil Goguidzé, Ministre des Finances
- Iosseb Tsotniachvili, Ministre de l'Éducation
- Omar Khoubaev, Ministre de la Culture
- Nanouli Gougoutichvili, Ministre de la Justice
- Tamaz Bestaev, Ministre de la Santé
- Lali Poukhaeva, Ministre du Logement
- Tamaz Maïsouradzé, Ministre des Transports
- Roman Tchelidzé, Ministre de l'Information
- Mamouka Mamatsachvili, Ministre des Sports

## Législation

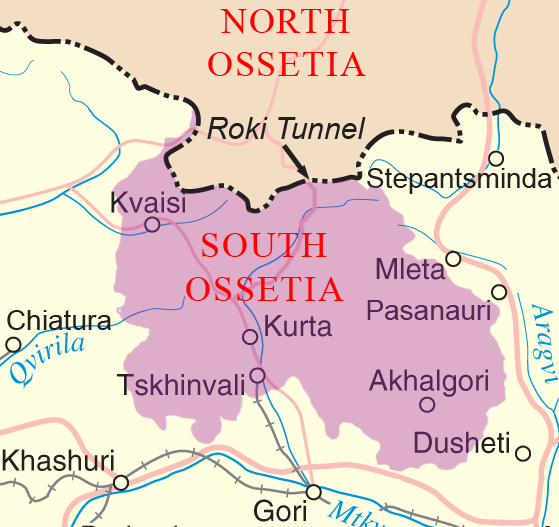
Carte de l'Ossétie du Sud et location de Kourta, au nord de Tskhinvali

De facto, l'Entité provisoire d'Ossétie du Sud fut créée le 13 avril 2007 par les autorités géorgiennes qui souhaitaient garantir à l'administration de Sanakoïev un statut plus officiel que « Gouvernement alternatif de Tskhinvali ». Toutefois, ni Tbilissi ni aucune autre entité internationale (reconnue ou non-reconnue) ne déclara légitime l'entité, et ce même si le gouvernement central de la Géorgie entretenait des relations formelles avec la nouvelle administration. Cela peut par ailleurs être illustré par la déclaration de Per Eklund, chef de la Délégation européenne en Géorgie, à la suite de sa rencontre avec Dimitri Sanakoïev (et Edouard Kokoïty, président sécessionniste de l'Ossétie du Sud) : « Nous ne considérons comme légitime aucune des deux administrations de l'Ossétie du Sud ». En plus de cela, la reconnaissance en 2008 par la Russie et le Nicaragua de l'indépendance de la province géorgienne baissa considérablement les minces chances de l'entité d'être reconnue par la communauté internationale.
À la suite de la création de l'entité, la nouvelle administration prit officiellement les identifications (superficie, habitants...) de la province sécessionniste d'Ossétie du Sud. Toutefois, elle ne put accéder à Tskhinvali, aux mains des indépendantistes depuis 1992 et établit un gouvernement en-exil basé à Kourta, non-loin de la capitale sud-ossète, dans une des régions contrôlées à l'époque par les forces loyales géorgiennes. Depuis 2008, la Deuxième Guerre d'Ossétie du Sud et la perte des dernières enclaves géorgiennes de la région, l'entité s'est installé à Tbilissi, poussant le gouvernement en-exil à s'établir hors des frontières traditionnelles de la province séparatiste.

## Relations internationales

### L'Entité et la Géorgie
Comme il a été dit à maintes reprises, l'Entité provisoire d'Ossétie du Sud n'est pas reconnue officiellement par la Géorgie, malgré la participation importante de Tbilissi dans la fondation de l'administration, vu que les « élections anticipées » se produisirent dans les régions sud-ossètes contrôlées par l'armée géorgienne en 2006. En plus de cela, officieusement, l'Entité entretient des relations et organise des négociations avec l'autre administration en exil d'une autre province séparatiste, la République autonome d'Abkhazie, et le gouvernement central de Tbilissi dans le but d'organiser la création d'une Fédération de Géorgie, une fois que les conflits abkhazo-géorgien et osséto-géorgien seront réglés, fédération qui comprendrait trois républiques autonomes l'Abkhazie, l'Ossétie du Sud et l'Adjarie.

Par ailleurs, il n'est pas rare que Dimitri Sanakoïev, chef de l'administration provisoire, fasse des discours pro-géorgien dans le parlement de Tbilissi. Ainsi, le 11 mai 2007, il fit son premier discours à Tbilissi depuis la chute de l'Union soviétique. Il contenait plusieurs phrases restées dans les mémoires : 
« Plusieurs Ossètes prirent les armes au début des années 1990 et j'étais l'un d'entre eux. Mais nous avons tous compris que la confrontation armée n'apporta rien si ce n'est l'infortune... Il devint clair pour nous que nous étions dans une impasse. [...] Le vicieux héritage soviétique aggrava les erreurs faites par les deux camps [géorgien et sud-ossète] et la règle impérialiste de "diviser et régner" a été le principal acte des forces externes. »
.

### Relations avec les Ossètes
Même si le gouvernement alternatif d'Ossétie du Sud est contre une indépendance totale vis-à-vis de la Géorgie, les membres de l'administration sont ethniquement Ossètes, ce qui leur donne leur popularité étant donné que Sanakoïev est le plus influent opposant d'Edouard Kokoïty. Par ailleurs, la « ministre de l'Intérieur » de l'Entité Maïa Chigoeva-Tsabochvili est la présidente de l'Association Iber-Ironi, ou Union osséto-géorgienne. Voici ce que le chef de l'administration déclara dans un de ses discours à propos de la population sud-ossète : 
« Nos enfants ossètes grandissent dans un environnement de conflit sans fin, sous un stress et des tensions constants... Ils ne savent pas ce qui se passe au-delà des postes de contrôle... Nous sommes en train de perdre une génération entière. Je ne laisserai pas cela se produire! On ne devrait pas laisser ça se produire. Cela est notre challenge d'aujourd'hui ; c'est notre but : créer une nouvelle Ossétie, forte et appréciable, sans violence : une Ossétie de gens libres. »